# Lokalizacja szczegółowa działalności gospodarczej
Niektóre z zamieszczonych tu informacji wymagają weryfikacji.
 Po wyeliminowaniu niedoskonałości należy usunąć szablon {{Dopracować}} z tego artykułu.
Lokalizacja szczegółowa działalności gospodarczej – polega na precyzyjnym określeniu miejsca realizacji konkretnej inwestycji (oznaczenie działki katastralnej, szkic zabudowy terenu). Jest to zagadnienie inżynieryjno-techniczne. Lokalizację szczegółową wyznaczają odpowiednie jednostki nadzoru budowlanego i architektury władz lokalnych (np. wydział budownictwa i architektury w dużych miastach).